# Melittia magnifica
Melittia magnifica is een vlinder uit de familie wespvlinders (Sesiidae), onderfamilie Sesiinae.
Melittia magnifica is voor het eerst wetenschappelijk beschreven door Beutenmüller in 1900. De soort komt voor in het Nearctisch gebieden het  Neotropisch gebied.